# 몰리 섀넌
몰리 섀넌(Molly Shannon, 1964년 9월 16일 ~ )은 미국의 배우, 희극인이다.

## 출연 작품

### 영화
- 영원한 사랑 (1989)
- 투 문 정션 2 (1995)
- 해피니스 (1998)
- 록스베리 나이트 (1998)
- 애널라이즈 디스 (1999)
- 25살의 키스 (1999)
- 이웃집 야마다군 (1999) - 영어 더빙
- 그린치 (2000)
- 웻 핫 아메리칸 썸머 (2001)
- 오스모시스 존스 (2001)
- 세렌디피티 (2001)
- 내겐 너무 가벼운 그녀 (2001)
- 산타클로스 2 (2002)
- 아메리칸 스플렌더 (2003)
- 내 상사의 딸 (2003)
- 무서운 영화 4 (2006)
  - 무서운 영화 5 (2013)
- 마리 앙투아네트 (2006)
- 리틀 맨 (2006)
- 텔라데가 나이트 : 리키 바비의 발라드 (2006)
- 잘 나가는 그녀에게 왜 애인이 없을까 (2006)
- 이어 오브 더 독 (2007)
- 에반 올마이티 (2007)
- 이고르와 귀여운 몬스터 이바 (2008) - 목소리
- 배드 티처 (2011)
- 5년째 약혼중 (2012)
- 몬스터 호텔 (2012) - 목소리
  - 몬스터 호텔 2 (2015)
  - 몬스터 호텔 3 (2018)
  - 몬스터 호텔 4: 뒤바뀐 세계 (2022)
- 라이프 애프터 베스 (2014)
- 나와 친구, 그리고 죽어가는 소녀 (2015)
- 더 리틀 아워즈 (2017)
- 아들의 빈자리 (2017)
- 더 레이오버 (2017)
- 프라이빗 라이프 (2018)
- 제이 앤 사일런트 밥 리부트 (2019)
- 프라미싱 영 우먼 (2020) - 피셔 부인 역
- 호스 걸 (2020) - 조앤 역